# Игольная торакостомия
Игольная торакостомия (ИТС) — процедура, используемая при первичном лечении предполагаемого напряжённого пневмоторакса. Обычно за процедурой следует установка грудной дренажной трубки. Пальцевая торакостомия, однако, может оказаться предпочтительнее игольной торакостомии. Это один из типов торакостомии, наряду с грудными дренажами и катетерной торакостомией.
Обычно процедура выполняется во 2-м межреберье по средней ключичной линии или в 4-м межреберье по передней подмышечной линии. Если есть достаточно времени, область можно очистить хлоргексидином и сделать инъекцию местного анестетика. Затем полая игла 12, 14 или 16 калибра и катетер помещаются непосредственно над ребром. После восстановления притока воздуха игла удаляется, а катетер оставляется в груди.
Успешное размещение оборудования часто приводит к притоку воздуха и улучшению показателей жизнедеятельности. После процедуры проводится рентгенография грудной клетки, чтобы убедиться в улучшении состояния. Осложнения могут включать кровотечение, инфекцию, а также повреждение сердца, легких или диафрагмы. Если у человека ранее не было пневмоторакса, он может развиться.